# Throne Mountain
Throne Mountain är ett berg i Kanada.   Det ligger i provinsen Alberta, i den centrala delen av landet, 3 100 km väster om huvudstaden Ottawa. Toppen på Throne Mountain är 2 453 meter över havet. Throne Mountain ingår i The Ramparts.
Terrängen runt Throne Mountain är kuperad åt nordväst, men åt sydost är den bergig. Trakten runt Throne Mountain är nära nog obefolkad, med mindre än två invånare per kvadratkilometer.. Det finns inga samhällen i närheten. 
Trakten runt Throne Mountain består i huvudsak av gräsmarker.